# Scottsville (Virginie)
Pour les articles homonymes, voir Scottsville.
Scottsville est une municipalité américaine principalement située dans le comté d'Albemarle en Virginie. Selon le recensement de 2010, sa population est de 566 habitants.

## Géographie
Scottsville est située au niveau d'une boucle de la James River et entourée de collines. La municipalité s'étend sur 1,54 mille carré (3,99 km2).
Une petite partie de Scottsville se trouve dans le comté de Fluvanna voisin, elle regroupe 35 habitants sur 0,05 mille carré (0,13 km2).

## Histoire
La localité est d'abord appelée Scott's Landing en l'honneur d'Edward Scott, un bourgeois de Goochland qui y possédait des terres. De 1744 à 1762, elle est le siège du comté d'Albemarle ; elle perd se statut au profit de Charlottesville. En 1818, le bourg devient une municipalité et prend le nom de Scottsville. Durant la guerre de Sécession, une grande partie de la ville est détruite par un incendie provoqué par l'armée de Philip Sheridan. Scottsville perd en importance dans les années 1880 lorsque le canal des rivières James et Kanawha est délaissé au profit du chemin de fer.
Le centre historique de Scottsville comprend environ 150 bâtiments des années 1850 aux années 1950 et regroupe divers styles architecturaux, dont les principaux sont les styles néocolonial et craftsman. Il est inscrit au Registre national des lieux historiques en 1976 ; son périmètre est étendu en 2003.

Le centre historique de Scottsville
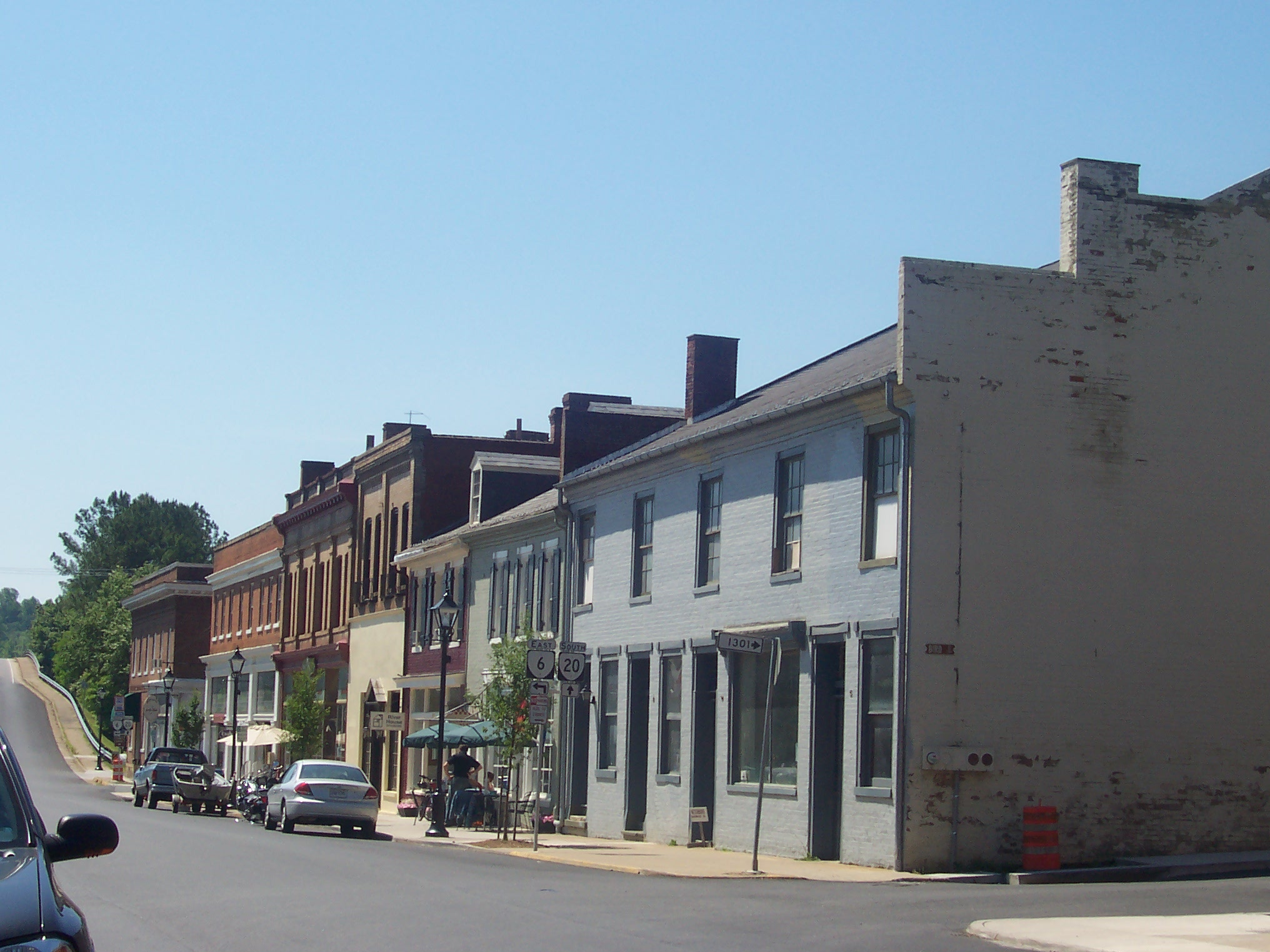
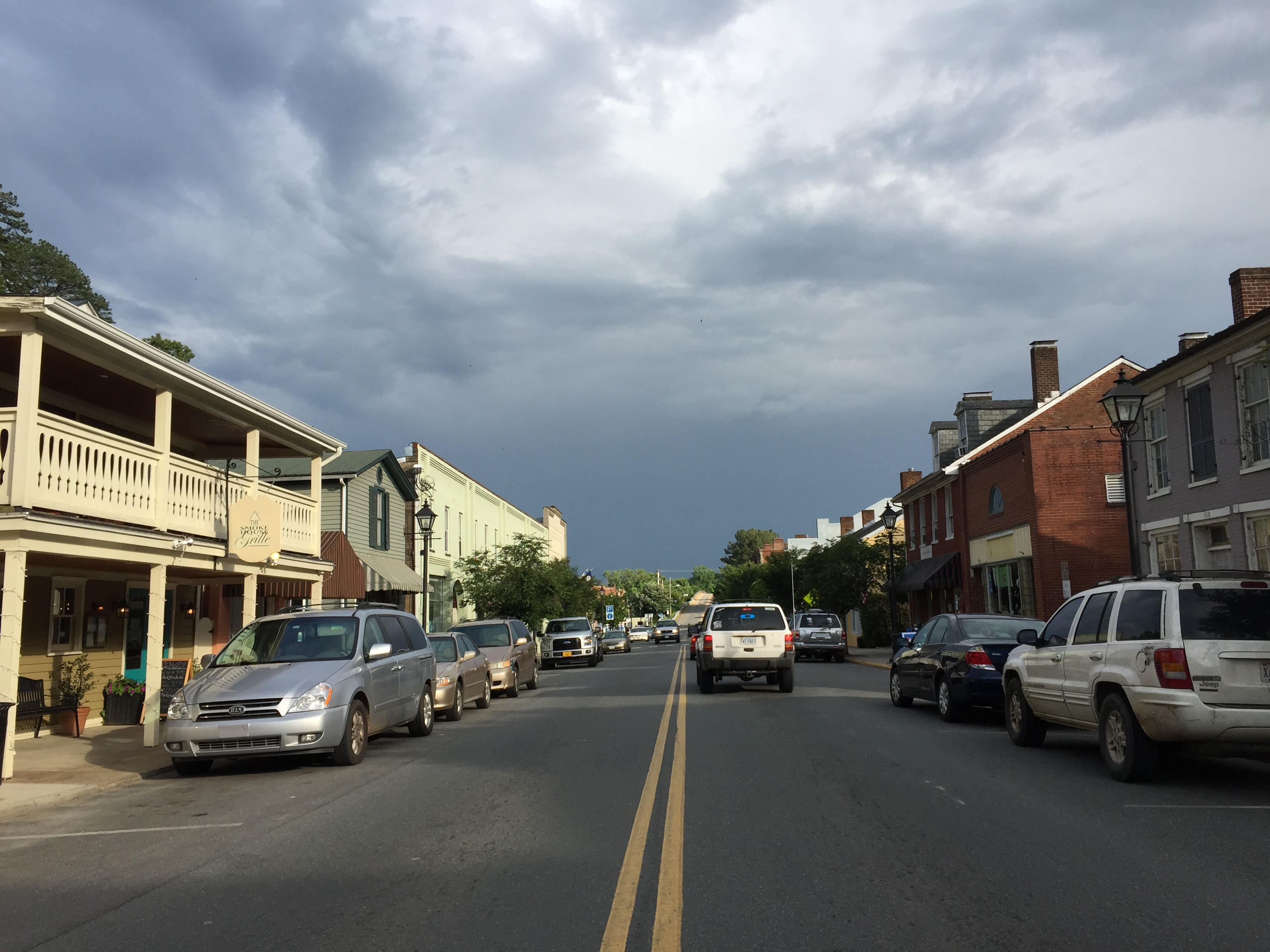
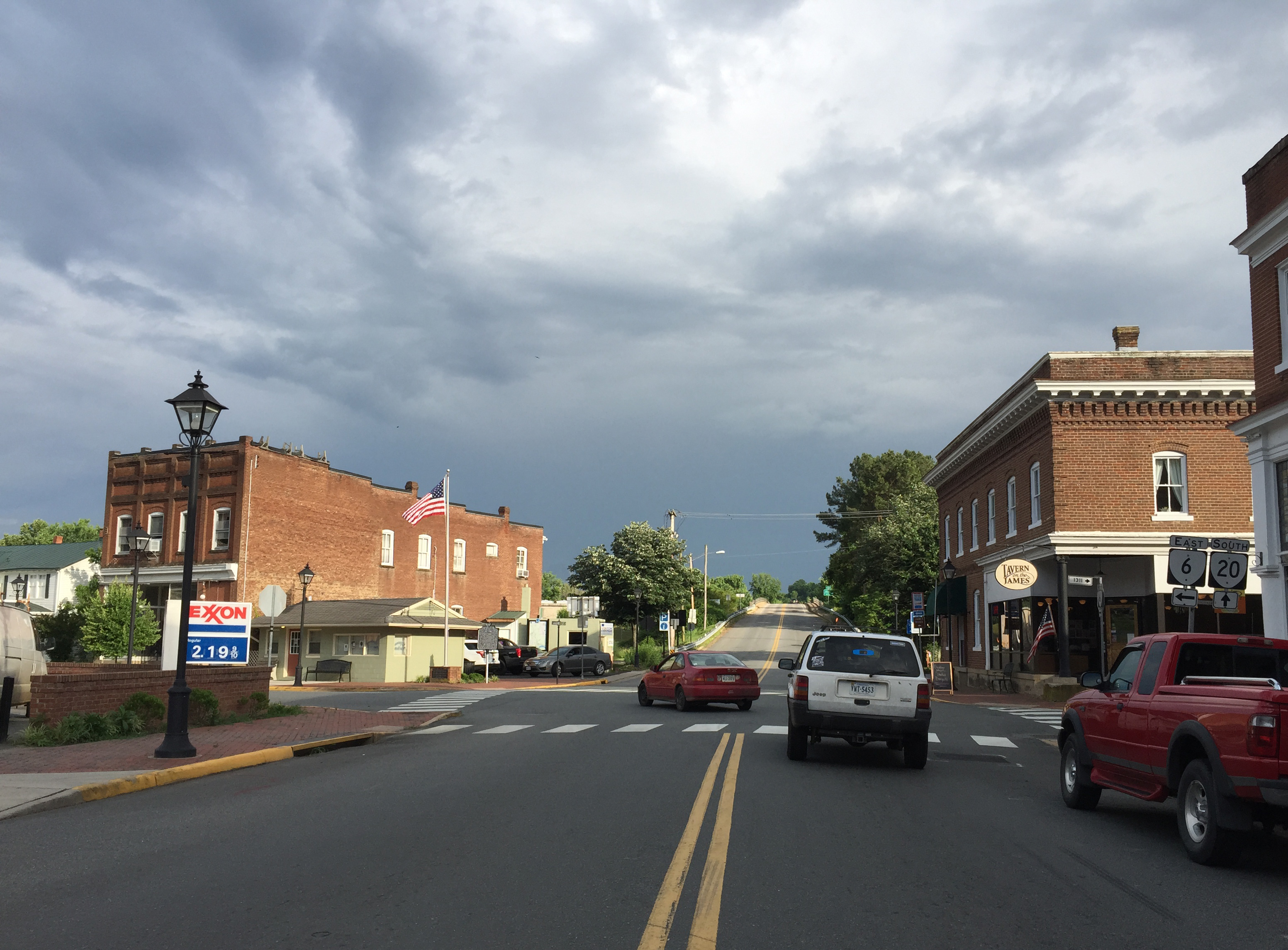